# Peter Engelmann (Pädagoge)
Peter Engelmann (* 24. Januar 1823 in Argenthal; † 17. Mai 1874) war ein deutschamerikanischer Lehrer, Autor und Gründer der German-English Academy  (heute: University School of Milwaukee).

## Biografie
Engelmann besuchte bis zum Herbst 1842 das Königlich-preußische Gymnasium Kreuznach und studierte an der Universität Heidelberg und an der Universität Berlin. Ab 1846 unterrichtete er als Lehramtskandidat Mathematik und Geographie am Kreuznacher Gymnasium. Während der Revolution 1848/49 identifizierte er sich mit der republikanischen Bewegung in Deutschland. In Kreuznach gab er eine demokratische Zeitschrift mit heraus, engagierte sich in den Vorständen des örtlichen Turnerbunds, des „Demokratischen Vereins“ und im „Volkscomité“. Engelmann schrieb 1848/49 eine Zeit lang für die von Georg Würmle (* 1805) herausgegebenen Revolutionsblätter Kreuznacher Zeitung bzw. Der Demokrat (Untertitel Freiheit, Gleichheit, Brüderlichkeit) und emigrierte gezwungenermaßen im Mai des gleichen Jahres in die Vereinigten Staaten.
In Marshall (Michigan) fand Engelmann eine landwirtschaftliche Anstellung. 1851 zog er über Oshkosh nach Milwaukee. Dort arbeitete er für den Milwaukee Schulverein und gründete die German-English Academy , die er bis zu seinem Tode leitete. 1873 gründete er an der Akademie den ersten Kindergarten von Milwaukee und integrierte die Gesangs-, Sport- und Kunstzeichnerausbildung. 1857 gründete er die Wisconsin Natural History Society, deren Sammlung 1882 in das Milwaukee Public Museum überführt wurde. Ebenfalls gründete er die People's Literary Society, eine literarische Volksgesellschaft, engagierte sich in mehreren Freidenkergesellschaften und schrieb zahlreiche Artikel.